# Clay Regazzoni
Gianclaudio Giuseppe Regazzoni (Mendrisio, Suiza; 5 de septiembre de 1939-Fontevivo, Italia; 15 de diciembre de 2006), más conocido como Clay Regazzoni, fue un piloto de automovilismo suizo. Corrió en Fórmula 1 desde 1970 hasta 1980, donde logró cinco victorias y 28 podios. Fue subcampeón en 1974, tercero en 1970, quinto en 1975, 1976 y 1979, y séptimo en 1971 y 1972. También compitió en el Campeonato Mundial de Resistencia.
Habiendo crecido en la región fronteriza Suiza-Italia, donde predomina el italiano, Regazzoni fue un gran orgullo para los tifosi italianos durante sus años con Ferrari en la década de 1970.

## Trayectoria
A fines de la década de 1960, Regazzoni compitió en Fórmula 3 y Fórmula 2. Debutó en la Fórmula 1 en 1970 con la escudería Ferrari, resultando tercero pese a faltar a varias carreras.
Su mejor temporada en la categoría reina fue la de 1974, cuando perdió el campeonato del mundo frente a Emerson Fittipaldi por solo tres puntos. En la segunda mitad de los años 1970, Regazzoni participó con McLaren en las 500 millas de Indianápolis, y condujo con equipos medios de Fórmula 1 como Ensign y Shadow, hasta que Frank Williams le ofreció un asiento en su competitivo equipo en 1979. Consiguió una victoria en Silverstone, pero fue sustituido por Carlos Reutemann para el final de la temporada.
Regazzoni también compitió en resistencia con Ferrari. En 1971 llegó segundo en los 1000 km de Brands Hatch del Campeonato Mundial de Resistencia, acompañado de Jacky Ickx. En 1972 ganó los 1000 km de Monza y las 9 Horas de Kyalami, y llegó segundo en los 1000 km de Buenos Aires y los 1000 km de Spa-Francorchamps. Alfa Romeo lo contrató para algunas pruebas de 1973, sin obtener resultados destacados, tras lo cual dejó de competir en resistencia. En 1979 disputó en campeo el BMW M1 Procar, donde resultó tercero.
En 1980, chocó en el Gran Premio del oeste de los Estados Unidos, que se corría en Long Beach, en el cual fallaron sus frenos e impactó sin disminuir velocidad contra un automóvil que se había retirado de la carrera. Regazzoni quedó paralizado de cintura abajo después de este accidente.
Tras este accidente, Regazzoni dejó de competir en la Fórmula 1 pero no abandonó el automovilismo. Al mando de automóviles adaptados para tener los controles de aceleración y frenado en el volante, disputó varias competiciones entre las que se contó el Rally París-Dakar.
En 1992 participó de la carrera de regularidad V Centenario de América, Buenos Aires - Caracas - Nueva York, con una Cupecita Ford, llegando a Nueva York en octubre de ese año, con su mujer de copiloto, por carreteras de América del Sur y los Estados Unidos, partiendo desde Buenos Aires, Argentina, pasando por Chile, Perú, Ecuador, Colombia y Venezuela y los Estados Unidos, casi 9000 km hasta Caracas y casi 20000 km hasta Nueva York.

## Muerte
Murió el 15 de diciembre de 2006, a la edad de 67 años, cuando su vehículo privado chocó contra un camión en una carretera rumbo al oeste de la ciudad de Parma, Italia. Sus restos descansan en el cementerio de Porza, Distrito de Lugano, Suiza.

## Resultados

### Fórmula 1
(Clave) (negrita indica pole position) (cursiva indica vuelta rápida)

| Año     | Escudería                       | 1      | 2       | 3       | 4       | 5       | 6       | 7       | 8       | 9       | 10      | 11      | 12      | 13      | 14      | 15      | 16      | 17      | Pos. | Puntos |
| ------- | ------------------------------- | ------ | ------- | ------- | ------- | ------- | ------- | ------- | ------- | ------- | ------- | ------- | ------- | ------- | ------- | ------- | ------- | ------- | ---- | ------ |
| 1970    | Scuderia Ferrari SpA SEFAC      | RSA    | ESP     | MON     | BEL     | NED 4   | FRA     | GBR 4   | GER Ret | AUT 2   | ITA 1   | CAN 2   | USA 13  | MEX 2   |         |         |         |         | 3.º  | 33     |
| 1971    | Scuderia Ferrari SpA SEFAC      | RSA 3  | ESP Ret | MON Ret | NED 3   | FRA Ret | GBR Ret | GER 3   | AUT Ret | ITA Ret | CAN Ret | USA 6   |         |         |         |         |         |         | 7.º  | 13     |
| 1972    | Scuderia Ferrari SpA SEFAC      | ARG 4  | RSA 12  | ESP 3   | MON Ret | BEL Ret | FRA     | GBR     | GER 2   | AUT Ret | ITA Ret | CAN 5   | USA 8   |         |         |         |         |         | 7.º  | 15     |
| 1973    | Marlboro BRM                    | ARG 7  | BRA 6   | RSA Ret | ESP 9   | BEL 10  | MON Ret | SWE 9   | FRA 12  | GBR 7   | NED 8   | GER Ret | AUT 6   | ITA Ret | CAN     | USA 8   |         |         | 17.º | 2      |
| 1974    | Scuderia Ferrari SpA SEFAC      | ARG 3  | BRA 2   | RSA Ret | ESP 2   | BEL 4   | MON 4   | SWE Ret | NED 2   | FRA 3   | GBR 4   | GER 1   | AUT 5   | ITA Ret | CAN 2   | USA 11  |         |         | 2.º  | 52     |
| 1975    | Scuderia Ferrari SpA SEFAC      | ARG 4  | BRA 4   | RSA 16  | ESP NC  | MON Ret | BEL 5   | SWE 3   | NED 3   | FRA Ret | GBR 13  | GER Ret | AUT 7   | ITA 1   | USA Ret |         |         |         | 5.º  | 25     |
| 1976    | Scuderia Ferrari SpA SEFAC      | BRA 7  | RSA Ret | USW 1   | ESP 11  | BEL 2   | MON 14  | SWE 6   | FRA Ret | GBR Ret | GER 9   | AUT     | NED 2   | ITA 2   | CAN 6   | USA 7   | JPN 5   |         | 5.º  | 31     |
| 1977    | Team Tissot Ensign with Castrol | ARG 6  | BRA Ret | RSA 9   | USW Ret | ESP Ret | MON DNQ | BEL Ret | SWE 7   | FRA 7   | GBR DNQ | GER Ret | AUT Ret | NED Ret | ITA 5   | USA 5   | CAN Ret | JPN Ret | 17.º | 5      |
| 1978    | Shadow Racing Team              | ARG 15 | BRA 5   | RSA DNQ | USW 10  | MON DNQ | BEL Ret | ESP 15  | SWE 5   | FRA Ret | GBR Ret | GER DNQ | AUT NC  | NED DNQ | ITA NC  | USA 14  | CAN DNQ |         | 16.º | 4      |
| 1979    | Albilad-Saudi Racing Team       | ARG 10 | BRA 15  | RSA 9   | USW Ret | ESP Ret | BEL Ret | MON 2   | FRA 6   | GBR 1   | GER 2   | AUT 5   | NED Ret | ITA 3   | CAN 3   | USA Ret |         |         | 5.º  | 29     |
| 1980    | Unipart Racing Team             | ARG NC | BRA Ret | RSA 9   | USW Ret | BEL     | MON     | FRA     | GBR     | GER     | AUT     | NED     | ITA     | CAN     | USA     |         |         |         | NC   | 0      |
| Fuente: |                                 |        |         |         |         |         |         |         |         |         |         |         |         |         |         |         |         |         |      |        |

| Predecesor: Johnny Servoz-Gavin | Campeón de la Fórmula 2 1970 | Sucesor: Ronnie Peterson |

### Rally Dakar
| Año     | Categoría | Vehículo | Posición | Etapas |
| ------- | --------- | -------- | -------- | ------ |
| 1986    | Camiones  | Iveco    | Ret.     | -      |
| Fuente: |           |          |          |        |